# Pawłowo (Ciechanów)
Pour les articles homonymes, voir Pawłowo.
Pawłowo (prononciation : [paˈvwɔvɔ]) est un village polonais de la gmina de Regimin dans le powiat de Ciechanów de la voïvodie de Mazovie dans le centre-est de la Pologne.
Il se situe à environ 3 kilomètres au sud-ouest de Regimin (siège de la gmina), 9 kilomètres au nord-ouest de Ciechanów (siège du powiat) et à 84 kilomètres au nord de Varsovie (capitale de la Pologne).

## Histoire
De 1975 à 1998, le village appartenait administrativement à la voïvodie de Ciechanów.